# Megalograptidae
Megalograptidae é uma família de euriptéridos, um grupo extinto de artrópodes quelicerados comumente conhecidos como "escorpiões marinhos".
Megalograptídeos foram provavelmente o primeiro grande grupo de euriptéridos bem-sucedido, evidenciado por uma radiação no Ordoviciano Superior. Todos os membros conhecidos de Megalograptidea são do Ordoviciano Superior da Laurência, com exceção do grande Pentecopterus do Ordoviciano Médio.

## Descrição
Megalograptídeos são caracterizados por grandes exoesqueletos com escamas ovais a triangulares. O prossoma (cabeça) é subquadrado, com um processo anterior em forma de língua com espinhos marginais, e olhos compostos no topo da frente da cabeça. As quelíceras (garras na frente da boca) são pequenas e curtas. O primeiro e o terceiro pares de pernas de locomoção são curtos, com espinhos divergentes ou muito próximos. O segundo par de pernas de locomoção é enormemente desenvolvido, com longos espinhos pareados. O quarto par de pernas de locomoção é quase sem espinhos. O pré-abdômen, a porção frontal do corpo, é estreito com sulcos axiais, enquanto o pós-abdômen é moderadamente estreito com apêndices largos, planos e curvos no último segmento do corpo. O telson é curto e lanceolado.

## Classificação
Megalograptidae são considerados relativamente primitivos (entre o gênero Onychopterella e a superfamília Eurypteroidea [en]) porque lhes falta a sinapomorfia de todos os eurypterinos nadadores mais derivados; a saber, a margem distal modificada do sexto podômero da perna natatória. Embora tal posição nunca tenha sido recuperada em análises filogenéticas e se baseie principalmente nesta característica ausente (juntamente com outros caracteres primitivos), o clado poderia, em vez disso, ser colocado entre Eurypteroidea e Mixopteroidea. De fato, o sexto podômero na perna natatória se assemelha ao podômero reduzido encontrado em Mixopteridae.

## Gêneros
Família Megalograptidae Caster & Kjellesvig-Waering, 1955
- Megalograptus Miller, 1874
- Echinognathus Walcott, 1882
- Pentecopterus Lamsdell et al., 2015